# Cafarnaum
Cafarnaum (em grego clássico: Kαφαρναουμ; romaniz.: Kapharnaoum; em hebraico: כפר נחום; romaniz.: Kephar Nachûm , literalmente "aldeia" ou "vila de Naum")  foi uma vila pesqueira fundada pelo reino asmoneu, localizada na margem norte do Mar da Galileia. No século I tinha uma população de cerca de 1500 pessoas. Escavações arqueológicas revelaram duas sinagogas construídas uma sobre a outra, assim como uma casa que se acredita ter sido a residência do apóstolo Pedro.
O povoado foi habitado continuamente do século II a.C. até o Século XI d.C., quando foi abandonado algum tempo antes da Primeira Cruzada. Isso inclui o reestabelecimento da vila durante o período islâmico primitivo, logo após o terremoto de 749.
A vila, então, se tornou conhecida como al-Samakiyya, até ser completamente despovoada da sua população árabe-palestina durante a guerra árabe-israelense de 1948, sob a édige da Operação Matateh e da Nakba.
Muito perto passava a importante Via Maris (Estrada do Mar), que ligava o Egito à Síria e ao Líbano e que passava por Cesareia Marítima.

## Etimologia
Em hebraico o nome da cidade é Kfar Nahum, que significa, literalmente, "Casa de Naum", sendo assim, uma possível referência ao profeta Naum.
Nos escritos de Flávio Josefo, o nome da cidade é grafado, em grego koiné, como Kαφαρναούμ (romaniz.: Kapharnaoúm) e Κεφαρνωκόν (romaniz.: Kepharnōkón).
No Novo Testamento, o nome da cidade aparece como Kapharnaoúm, em alguns manuscritos, ou Kαπερναούμ (romaniz.: Kapernaoúm), em outros. Na Midrash Rabá o nome aparece em hebraico como כפר נחום (romaniz.: Kǝfar Naḥūm).

## Arqueologia
A tradição situa-a em Cã Minia, 9,5 quilômetros a norte de Tiberíades, mas, mais recentemente, foi identificada com Tel Hum, a 4 km da nascente do rio Jordão, na margem noroeste do Mar da Galileia, versão que tem sido mais bem aceite. Foi escavada, em Tel Hum, uma sinagoga judaica e depois construída parcialmente. Data do século IV, mas não é certo que se situe no mesmo local daquela em que Cristo ensinou (Marcos 1:21).
Escavações, levadas a cabo por V. Corbo, desde 1968, puseram a descoberto, em Cafarnaum, casas que remontam ao século I a.C., assim como outras estruturas. Entre elas encontra-se uma igreja cristã octogonal, contendo um baptistério (século V) e uma casa do século VI, que os arqueólogos acreditam ter sido construída no local em que então se pensava que ficara a casa de Pedro. 
Grafites gregos, aramaicos, siríacos e latinos testificam do facto de a cidade ter sido frequentemente visitada por peregrinos cristãos no século IV.

## Relato bíblico
O facto de possuir uma alfândega (Mateus 9:9) e uma guarnição romana sugere que se tratava de uma cidade fronteiriça entre os estados de Filipe e Herodes Antipas. O centurião mostrou-se particularmente amistoso para com os judeus, construindo-lhes a sinagoga (Mateus 8:5-13; Lucas 7:1-10). 
Atribui-se a Jesus a realização de milagres em Cafarnaum (o servo do centurião, a sogra de Pedro, um exorcismo ao pôr-do-sol e outro na sinagoga, a cura de um paralítico e do filho de um oficial) e aí ensinou frequentemente (cf. João 6:24-71; Marcos 9:33-50). Na verdade, ficou conhecida como o seu quartel-general durante seu ministério na Galileia e foi chamada a sua cidade, pelo fato de aí ter fixado residência (Mateus 9:1; cf. Marcos 2:1). Contudo, apesar do real impacto do seu ministério entre o povo, este acabará por se afastar; por isso, Cafarnaum, juntamente com Betsaida e Corazim foram amaldiçoadas por Jesus, que predisse a completa destruição das três. 
Capernaum ou Cafarnaum. Consta a primeira referência a esta cidade (João 2:12) quando, após a transformação de água em vinho em uma festa de casamento em Caná da Galileia, Jesus para lá se dirigiu com sua mãe Maria, seus irmãos e seus discípulos. ("Cf. Biblia Sagrada, tradução de João Ferreira de Almeida, Ed. revista e corrigida, Sociedade Bíblica do Brasil,1969")